# 苏台德德意志人

1930年代的捷克斯洛伐克語言地圖

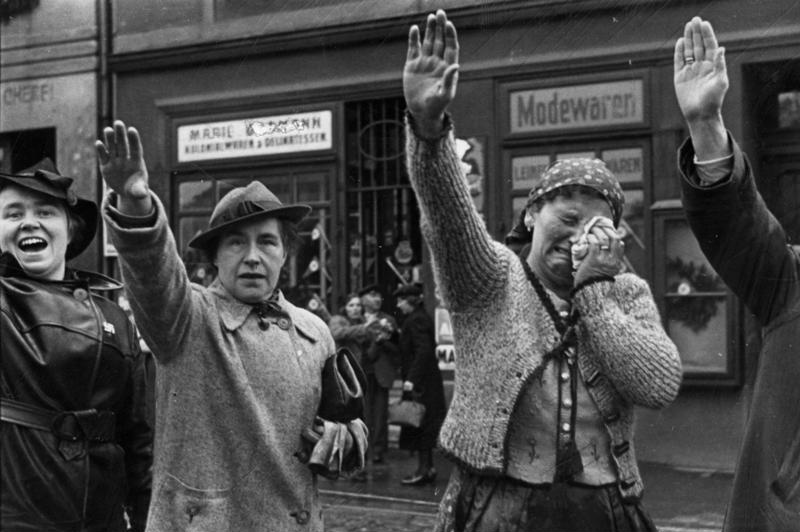
德军进入埃格后苏台德德意志人举纳粹礼欢迎

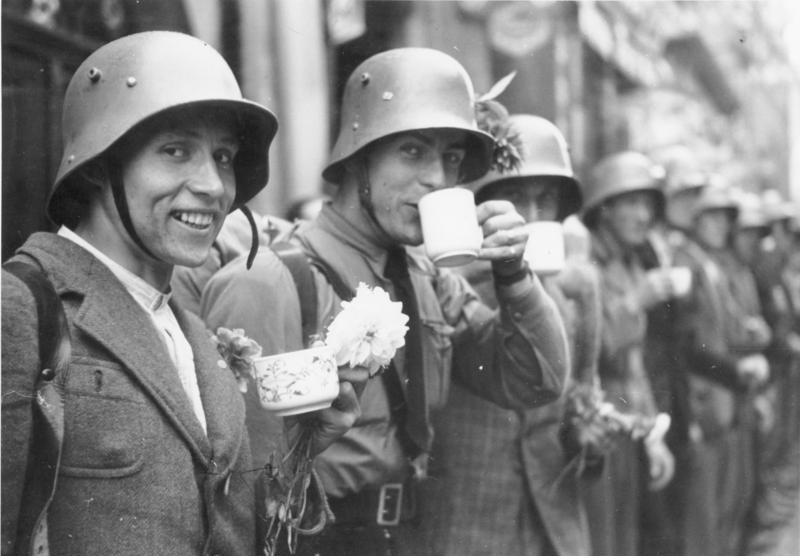
苏台德德意志人自由军团

蘇台德德意志人旗

波希米亞和摩拉维亚德意志人（德語：Deutschböhmen und Deutschmährer），後來被稱為蘇台德德意志人（德語：Sudetendeutsche），是生活在波希米亞王國所屬的捷克地域上的德意志人，這一部分在一戰後併入了新成立的捷克斯洛伐克。在1945年之前，有超過三百萬德意志人居住在這一區域，約佔捷克斯洛伐克全國人口的23%以及波希米亞和摩拉維亞人口的29.5%。從11世紀起，德意志人口不斷遷入神聖羅馬帝國的選侯國波希米亞王國。他們絕大多數居住在稱為蘇台德蘭的邊境地區，該地區以蘇台德山脈得名。德意志人擴張的過程被稱為“Ostsiedlung”（東向殖民）。 “蘇台德德意志人”這個名稱是在第一次世界大戰後奧匈帝國垮台，民族主義運動興起時出現的，當時該地區的德意志人希望和奧地利一起建立德意志-奧地利共和國並併入德國本土，但遭到了戰勝國的禁止。在慕尼黑協定簽署之後，蘇台德地區成為了納粹德國的一部分，在此建立了蘇台德蘭帝國大區。
第二次世界大戰後，該地區講德語的人口，主要是羅馬天主教徒和少數新教徒，都被驅逐到德國和奧地利。
蘇台德地區擁有化學工廠和褐煤礦以及紡織、瓷器和玻璃工廠，歷史上工業高度發達。波希米亞與巴伐利亞的邊界主要由德國人居住。上普法爾茨森林沿著巴伐利亞邊境延伸到波希米亞南部的農業區，是德國人的聚居區。更具特色的是德語方言島，這些城鎮由德國少數民族居住並被捷克人包圍。蘇台德德國人大多是羅馬天主教徒，這是奧地利哈布斯堡王朝數百年統治的遺產。
並非所有的德意志人都生活在與世隔絕和明確界定的地區。由於歷史原因，捷克人和德意志人在很多地方混居，捷克和德國雙重語言和法律轉換相當普遍。儘管如此，在 19 世紀下半葉，捷克人和德意志人開始建立各自獨立的文化、教育、政治和經濟機構，這使兩個群體彼此半隔離。這種分離形式一直持續到第二次世界大戰結束幾乎所有德意志人都被驅逐出境為止。

## 延伸閱讀
- Jakob Cornides:The Sudeten German Question after EU Enlargement （页面存档备份，存于） in: Eigentumsrecht und Eigentumsunrecht – Analysen und Beiträge zur Vergangenheitsbewältigung – Teil 2. Ed. Gilbert H. Gornig, Hans-Detlef Horn, Dietrich Murswiek. Berlin: Duncker & Humblot, 2009. 213–241.
- Kopecek, Herman. . Nationalities Papers. March 1996, 24 (1): 63–78. doi:10.1080/00905999608408427.
- Smelser, Ronald M. . Nationalities Papers. March 1996, 24 (1): 79–92. doi:10.1080/00905999608408428.
- Bosl, Karl: Handbuch der Geschichte der böhmischen Länder (4 Bände). Anton Hiersemann Verlag Stuttgart, 1970.
- de Zayas, Alfred M.: Nemesis at Potsdam. London, 1977. ISBN 0-8032-4910-1.
- de Zayas, Alfred M. A terrible Revenge. Palgrave/Macmillan, New York, 1994. ISBN 1-4039-7308-3.
- Douglas, R.M.: Orderly and Humane. The Expulsion of the Germans after the Second World War. Yale University Press, 2012. ISBN 978-0-30016-660-6.
- Franzel, Emil: Sudetendeutsche Geschichte. Adam Kraft Verlag Augsburg, 1958.
- Franzel, Emil: Die Sudetendeutschen. Aufstieg Verlag München, 1980.
- Kleineberg,A.; Marx, Ch.; Knobloch, E.; Lelgemann, D.: Germania und die Insel Thule. Die Entschlüsselung von Ptolemaios`"Atlas der Oikumene". WBG.2010. ISBN 978-3-534-23757-9.
- Meixner Rudolf: Geschichte der Sudetendeutschen. Helmut Preußler Verlag Nürnberg, 1988. ISBN 3-921332-97-4.